# 小泉清明
小泉清明（日语：／ Koitsumi Kiyoaki，1904年12月17日—1977年10月26日），日本昆蟲學學者, 理学博士（1935年）。1904年生於日本長野縣上田市。畢業於上田中學，1928年畢業於京都帝國大學農學部農林生物學科。畢業後，他在京都帝國大學農學部任講師，並於1929年赴台，開始在臺北帝國大學理農學部擔任昆蟲學·養蠶學講座講師，並於1930年晉升為助教授。 在台灣期間，小泉清明的研究領域非常廣泛，涵蓋了果實蠅、瓜實蠅、蓖麻蠶等昆蟲的生理與生態研究。他的研究對台灣的農業防治工作作出了重要貢獻。1944年，小泉清明被任命為熱帶醫學研究所所長，在此期間，他協助進行瘧蚊相關的試驗，對防治瘧疾工作做出了顯著貢獻。
1946年，小泉清明返回日本，並先後1949年在岐阜師範學校(學制改革後為岐阜大學教育部)、岐阜大學以及在1958年於信州大學擔任教授，1960年任紡織系主任。1969年正式退休，結束了長達數十年的教學與研究生涯。1977年10月26日，小泉清明因胃癌病逝，享年73歲。
他也擔任日本生態學會環境問題專家委員會主席、長野縣水質委員會成員、日本科學會議自然保育研究聯絡委員會委員。木曾三河口資源調查小組組長（1963-1967）。